# Пирятин
Пирятин (на украински: Пирятин) е град в Украйна, административен център на Пирятински район на Полтавска област. Намира се в северозападната част на Полтавската област на около 190 km северозападно от Полтава на десния бряг на река Удай. Разположен е на магистрала E40.

## Побратимени градове
- Абакан, Русия